# Leiopelmatidae
Leiopelmatidae é uma família de anfíbios da ordem Anura. Endêmica da Nova Zelândia, contém um único gênero, o Leiopelma e quatro espécies recentes.

## Nomenclatura e taxonomia
A família Leiopelmatidae incluía dois gêneros, Leiopelma e Ascaphus, entretanto, o gênero Ascaphus foi reclassificado em sua própria família, Ascaphidae.
Quatro espécies recentes são reconhecidas:
- Leiopelma archeyi Turbott, 1942
- Leiopelma hamiltoni McCulloch, 1919
- Leiopelma hochstetteri Fitzinger, 1861
- Leiopelma pakeka Bell, Daugherty & Hay, 1998

Três espécies extintas são conhecidas através de material subfóssil:
- †Leiopelma auroraensis Worthy, 1987
- †Leiopelma markhami Worthy, 1987
- †Leiopelma waitomoensis Worthy, 1987